# 倉敷市立連島南中学校
倉敷市立連島南中学校（くらしきしりつつらじまみなみちゅうがっこう）は、岡山県倉敷市連島町鶴新田にある公立中学校。

## 沿革
- 1985年（昭和60年） - 連島中学校内に開校。
- 1986年（昭和61年） - 現在地に移転。

## 校訓
- いきおい うるおい まとまり

## 部活動
運動部
- 野球部
- サッカー部
- 陸上部
- ソフトテニス部 男子・女子
- バスケットボール部 男子・女子
- 卓球部 男子・女子

文化部
- 家庭科部
- 吹奏楽部
- 美術部

## 通学区域が隣接している学校
- 倉敷市立倉敷第一中学校
- 倉敷市立連島中学校
- 倉敷市立水島中学校
- 倉敷市立玉島東中学校
- 倉敷市立船穂中学校

## 出身者
- 野村祐輔 - 野球選手。